# Азиридин-2-карбоновая кислота
Азиридин-2-карбоновая кислота — органическое вещество, неприродная α-аминокислота, замещённый азиридин. В свободном виде неустойчива и используется преимущественно в виде сложных эфиров, амидов и нитрилов. Коммерчески доступна также в виде литиевой соли.

## Получение
Азиридин-2-карбоновая кислота неустойчива в свободном виде и применяется в виде производных. Их получают по реакции между аммиаком и вицинальными дигалогенпроизводными карбоновых кислот. Более хороший выход даёт циклизация производных β-гидразинийпропионовой кислоты.
Также азиридинкарбоновые кислоты получают из азиринов под действием нуклеофилов либо аминированием алкенов. Хиральные азиридинкарбоновые кислоты синтезируют раскрытием и замыканием хиральных оксиранов, превращениями D-рибозы и D-ликсозы, а также другими способами.

## Физические свойства производных
Литиевая соль плавится при 260—268 °С. Метиловый эфир кипит при 68 °С (11 мм рт. ст.) и имеет показатель преломления, равный 1,440. Нитрил кипит при 38 °С (0,1 мм рт. ст.) и имеет показатель преломления, равный 1,475. Амид плавится при 132—133 °С.

## Химические свойства
Азиридин-2-карбоновая кислота является важным строительным блоком в синтезе пептидов и вводится в макроцепь при помощи производных серина или треонина. Её раскрытие тиобензойной кислотой открыло доступ к важным производным цистеина.